# Motion Twin
Motion-Twin es una cooperativa de desarrollo de videojuegos de navegador francesa fundada en 2001 y con sede en Burdeos.
La compañía se dio a conocer a través de dos juegos completamente gratis en la web, El Bruto y  Miniville, pero la mayor parte de su actividad se centra en el desarrollo de juegos gratis con opción de pago para conseguir ventajas. Un sistema que se adapta a la mayoría sus titulares -como Zombinoia- y que es la base de la renta. Con una comunidad de 16 millones de jugadores, su volumen de negocios ascendió en 2009 a 4 millones de euros.
Originalmente sociedad de responsabilidad limitada, la compañía decidió en 2004 cambiar a la producción cooperativa de los trabajadores. La compañía no tiene una jerarquía y cada miembro recibe la misma paga.
Motion-Twin ha desarrollado internamente para sus juegos diversas herramientas que distribuye bajo licencia libre, como el lenguaje de programación Haxe, sistema o máquina virtual Neko.

## Historia
En 2023 borraron el juego el bruto.es de forma unilateral y arbitraria, dejando a miles de usuarios sin ninguna explicación.
La compañía Motion-Twin fue fundada en 2005 por 5 personas, con la voluntad de regularizar las actividades ya existentes de los fundadores de la compañía. El nombre de la compañía, Motion-Twin, hace referencia a un concepto básico de Flash, conocido bajo en nombre de «interpolación de movimiento» o « motion tween» en inglés, que consiste en mover, en una misma secuencia, los objetos y hacerlos cambiar de forma en un lapso de tiempo dado. La estrella roja del logo de la compañía fue escogida por sus connotaciones revolucionarias.
Bajo la forma de una Sociedad Limitada, con sede en Burdeos en la región de la Gironde en Francia, la compañía concentra su actividad en la edición y desarrollo de un proyecto de uno de sus fundadores, Boimp!7, un portal de juegos en Flash que también ofrece un ranking entre los jugadores. El portal Boimp!, renombrado Frutiparc en 2002, exhibe también las creaciones de la compañía, ya que la empresa busca principalmente generar ingresos por la venta de sus juegos a los portales más importantes.
Creó El Bruto en el año 2009, para más tarde crear la página web Muxxu, que contenía diversos juegos como Kingdom, El Bruto 2 o Dino RPG. Años más tarde creó Twinoid.es, que fue un intento de "Muxxu v2". En esta página social fueron agregando gran variedad de videojuegos multijugador de explorador. De hecho el aclamado Dead Cells iba a ser originalmente un juego multijugador traído a esta plataforma en línea, pero los desarrolladores decidieron cambiar de rumbo e irse a Steam, abandonando a su comunidad.
Actualmente Twinoid está por desaparecer dado el abandono de sus desarrolladores y administradores, y el número de usuarios activos se ha reducido drásticamente en esta antaño dinámica plataforma.

## Premios
- Web Flash Festival 2006: Mejor juego por Hammerfest
- Web Flash Festival 2007: Mejor juego por CaféJeux
- Milthon de videojuegos 2009: nominado en la categoría Revelación del año por SkyWar
- European Indie Game Days 2013: Premio a la originalidad por Mush

## Creación
La creación de Motion-Twin data del 7 de octubre de 2003.

## Programación y desarrollo
La compañía, bien conocida por el público general por sus juegos en flash para navegador, es el origen de las diferentes herramientas y lenguajes de programación que esta utiliza para el desarrollo de sus propios productos, y que ha puesto en disposición bajo licencia libre. Bajo el impulso de uno de sus cofundadores, Nicolas Canasse, la compañía de Burdeos es el origen del compilador MTASC, de Motion-Twin ActionScript 2 Compiler, el primer compilador libre de ActionScript 2.09,10.
haXe, tecnología considerada como el sucesor del compilador MTASC, igualmente inventada y desarrollada por Motion-Twin, es un lenguaje multiplataforma que permite, a partir de un solo lenguaje estandarizado, compilar un mismo fichero raíz dirigido a diferentes plataformas como JavaScript, Flash, NekoVM, PHP o C++. Este lenguaje ha sido el tema de un libro, Professional Haxe and Neko, de Franco Ponticelli y L. McColl-Sylveste, publicado en 2008 por John Wiley & Sons.
Motion-Twin ha desarrollado también su propia máquina virtual, bajo el nombre de Neko. Neko es a la vez un lenguaje de programación de alto nivel, con tipos dinámicos, donde los ficheros raíz, una vez compilados, se pueden ejecutar en la máquina virtual NekoVM.
La compañía también está poniendo en marcha diferentes bibliotecas para los lenguajes de programación OCaml y PHP. Es también el origen de la librería SPOD, que permite la persistencia en un entorno PHP.